# Tyche (planeet)
Tyche is een hypothetische planeet die deel zou uitmaken van het zonnestelsel. De planeet zou zich enkele miljarden kilometers van de Zon bevinden en een een- tot viermaal grotere massa hebben dan Jupiter. Daarmee is Tyche een stuk lichter dan de eveneens hypothetische dwergster Nemesis. Beide hemellichamen zijn een poging om een verklaring te vinden voor de vele kometen die vanuit de Oortwolk richting de binnenste regionen van het zonnestelsel geslingerd worden.
De onderbouwing van de vermoedens voor dit nieuwe hemellichaam werd op 12 februari 2011 gepresenteerd door twee astrofysici, John Matese en Daniel Whitmire van de Universiteit van Louisiana in Lafayette, op basis van gegevens verzameld door de NASA's WISE telescoop. De twee vermelden hierbij dat er meer analyse nodig is voor een definitief bewijs. 

## Baan
De baan van de mogelijke nieuwe planeet zou 375 maal groter zijn dan die van Pluto, namelijk 15.000 astronomische eenheden, iets meer dan een kwart lichtjaar. Dat is nog ruim binnen de grens van de Oortwolk, waarvan de grens op 50.000 AE ligt.

## Massa
De ontdekkers schatten dat Tyche tot vier keer de massa van Jupiter kan hebben en een oppervlaktetemperatuur van ongeveer −73 °C. Met een massa van viermaal de massa van Jupiter zou het object nog te licht zijn voor een bruine dwerg, die ten minste dertienmaal de massa van Jupiter zou moeten hebben.